# Amato Frères
 (février 2019).
Si vous disposez d'ouvrages ou d'articles de référence ou si vous connaissez des sites web de qualité traitant du thème abordé ici, merci de compléter l'article en donnant les références utiles à sa vérifiabilité et en les liant à la section « Notes et références ».
 (février 2019).
- Si vous ne connaissez pas le sujet, laissez ce bandeau (vous pouvez alors contacter les auteurs).
- Si vous supprimez le contenu mis en cause (vous pouvez préalablement contacter les auteurs),

argumentez précisément cette suppression dans la page de discussion
(un manque de référence n'est pas un argument ; une recherche réelle de référence doit avoir été effectuée, être formellement documentée).
Pour les articles homonymes, voir Amato (homonymie).
Amato Frères est une entreprise congolaise créée par trois frères, Beni, Benjamin et Ruben Amato. Son activité actuelle est centrée autour de l'huilerie et la savonnerie, après une scission en 1987 qui a vu sa branche d'activité textile partir vers une autre entreprise[Laquelle ?].
Amato Frères possède plusieurs usines à Lubumbashi et à Kinshasa. La famille Amato, est présente aux USA via la société AMATO International Inc..
La famille Touzard-Amato est aujourd'hui l'une des 10 familles les plus riches du Congo, avec une fortune estimée à 4,2 milliards de dollars en 2012, selon Forbes Afrique.

## Histoire
Amato Frères fut créé il y a plus de 100 ans[réf. nécessaire].
L'entreprise s'est développée à la fin des années 1920, en commerçant avec l'Union minière du Haut Katanga (UMHK) : « l'UMHK a investi dans les entreprises commerciales comme Amato Frères et Interfina qui bientôt monopolisèrent le marché kasaien pour le Katanga ». Au milieu du siècle, la société occupait une place centrale dans l'activité d'huilerie : « Amato-Frères se réserva le marché des amandes palmistes et de l'huile de palme ».

## Mécénat sportif
La coupe Amato se tient chaque année au golf de Lubumbashi[réf. nécessaire].